# Élections cantonales de 2004 en Lot-et-Garonne
Les élections cantonales ont eu lieu les 21 et 28 mars 2004.
Lors de ces élections, 20 des 40 cantons de Lot-et-Garonne ont été renouvelés. Elles ont vu l'élection de la majorité UMP dirigée par Michel Diefenbacher, succédant à Jean-François Poncet, président UDF du conseil général depuis 1998.

## Contexte départemental

### Assemblée départementale sortante
Avant les élections, le conseil général de Lot-et-Garonne est présidé par Jean François-Poncet (UDF). Il comprend 40 conseillers généraux issus des 40 cantons de Lot-et-Garonne ; 20 d'entre eux sont renouvelables lors de ces élections.
| Parti                                       | Sigle | Élus |
| ------------------------------------------- | ----- | ---- |
| Majorité (25 sièges)                        |       |      |
| Union pour un mouvement populaire           | UMP   | 18   |
| Union pour la démocratie française          | UDF   | 4    |
| Divers droite                               | DVD   | 2    |
| Centre national des indépendants et paysans | CNIP  | 1    |
| Opposition (15 sièges)                      |       |      |
| Parti socialiste                            | PS    | 12   |
| Divers gauche                               | DVG   | 1    |
| Parti radical de gauche                     | PRG   | 1    |
| Parti communiste français                   | PCF   | 1    |
| Président du conseil général                |       |      |
| Jean François-Poncet (UDF)                  |       |      |

## Résultats à l’échelle du département
Répartition départementale des résultats (2e tour).
- PCF (1,06 %)
- PS (46,71 %)
- DVG (5,41 %)
- UMP (25,44 %)
- UDF (5,44 %)
- DVD (9,94 %)
- FN (6,01 %)

| Étiquette      | Étiquette                           | Premier tour | Premier tour | Second tour | Second tour | Sièges |
| Étiquette      | Étiquette                           | Voix         | %            | Voix        | %           | Sièges |
| -------------- | ----------------------------------- | ------------ | ------------ | ----------- | ----------- | ------ |
|                | Parti socialiste                    | 23 226       | 29,62        | 36 287      | 46,71       | 11     |
|                | Divers gauche                       | 5 315        | 6,78         | 4 205       | 5,41        | 3      |
|                | Parti communiste français           | 5 019        | 6,40         | 820         | 1,06        | 1      |
|                | Les Verts                           | 2 975        | 3,79         |             |             |        |
|                | Extrême gauche                      | 671          | 0,86         |             |             |        |
|                | Parti radical de gauche             | 217          | 0,28         |             |             |        |
| Gauche         | Gauche                              | 37 423       | 47,73        | 41 312      | 53,18       | 15     |
|                |                                     |              |              |             |             |        |
|                | Union pour un mouvement populaire   | 15 184       | 19,36        | 19 764      | 25,44       | 4      |
|                | Front national                      | 10 965       | 13,98        | 4 667       | 6,01        | 0      |
|                | Divers droite                       | 10 127       | 12,91        | 7 718       | 9,94        | 1      |
|                | Union pour la démocratie française  | 2 766        | 3,53         | 4 223       | 5,44        | 0      |
|                | Chasse, pêche, nature et traditions | 446          | 0,57         |             |             |        |
| Droite         | Droite                              | 39 488       | 50,35        | 36 372      | 46,83       | 5      |
|                |                                     |              |              |             |             |        |
|                | Divers                              | 664          | 0,85         |             |             |        |
|                | Écologistes divers                  | 496          | 0,63         |             |             |        |
|                | Régionalistes                       | 347          | 0,44         |             |             |        |
|                |                                     |              |              |             |             |        |
| Inscrits       | Inscrits                            | 118 142      | 100,00       | 113 475     | 100,00      |        |
| Abstention     | Abstention                          | 36 002       | 30,00        | 30 491      | 26,87       |        |
| Votants        | Votants                             | 82 140       | 69,53        | 82 984      | 73,13       |        |
| Blancs et nuls | Blancs et nuls                      | 3 722        | 4,53         | 5 300       | 6,39        |        |
| Exprimés       | Exprimés                            | 78 418       | 95,47        | 77 684      | 93,61       |        |

### Résultats en nombre de sièges
| Parti | Sièges mis en jeu | Élus | Évolution |
| ----- | ----------------- | ---- | --------- |
| PS    | 7                 | 11   | +4        |
| PCF   | 1                 | 1    | =         |
| DVG   | 2                 | 3    | +1        |
| DVD   | 0                 | 1    | +1        |
| UMP   | 5                 | 4    | -1        |
| UDF   | 4                 | 0    | -4        |
| CNIP  | 1                 | 0    | -1        |

### Assemblée départementale à l'issue des élections
| Parti                             | Sigle | Élus |
| --------------------------------- | ----- | ---- |
| Majorité (20 sièges)              |       |      |
| Union pour un mouvement populaire | UMP   | 17   |
| Divers droite                     | DVD   | 3    |
| Opposition (20 sièges)            |       |      |
| Parti socialiste                  | PS    | 16   |
| Divers gauche                     | DVG   | 2    |
| Parti radical de gauche           | PRG   | 1    |
| Parti communiste français         | PCF   | 1    |
| Président du conseil général      |       |      |
| Michel Diefenbacher (UMP)         |       |      |

## Résultats par canton

### Canton d'Agen-Nord-Est
| Candidats      | Candidats        | Étiquette      | Premier tour | Premier tour | Second tour | Second tour |
| Candidats      | Candidats        | Étiquette      | Voix         | %            | Voix        | %           |
| -------------- | ---------------- | -------------- | ------------ | ------------ | ----------- | ----------- |
|                | Gilbert Fongaro* | UMP            | 1 678        | 37,56        | 2 212       | 45,17       |
|                | Nadège Lauzzana  | PS             | 1 129        | 25,27        | 2 008       | 41,00       |
|                | Jean-Marie Simon | FN             | 790          | 17,68        | 677         | 13,82       |
|                | Alain Bedouret   | Verts          | 452          | 10,12        |             |             |
|                | André Maziere    | PCF            | 419          | 9,38         |             |             |
|                |                  |                |              |              |             |             |
| Inscrits       | Inscrits         | Inscrits       | 7 087        | 100,00       | 7 089       | 100,00      |
| Abstention     | Abstention       | Abstention     | 2 444        | 34,49        | 2 028       | 28,61       |
| Votants        | Votants          | Votants        | 4 643        | 65,51        | 5 061       | 71,39       |
| Blancs et nuls | Blancs et nuls   | Blancs et nuls | 175          | 3,77         | 164         | 3,24        |
| Exprimés       | Exprimés         | Exprimés       | 4 468        | 96,23        | 4 897       | 96,76       |

### Canton d'Agen-Ouest
| Candidats      | Candidats        | Étiquette      | Premier tour | Premier tour | Second tour | Second tour |
| Candidats      | Candidats        | Étiquette      | Voix         | %            | Voix        | %           |
| -------------- | ---------------- | -------------- | ------------ | ------------ | ----------- | ----------- |
|                | Jean Barrull     | UDF            | 1 587        | 28,82        | 2 683       | 48,38       |
|                | Thierry Lacan    | PS             | 1 210        | 21,98        | 2 863       | 51,62       |
|                | Josiane Briquet  | DVD            | 896          | 16,27        | Retrait     | Retrait     |
|                | Jean-Marie Barel | FN             | 806          | 14,64        |             |             |
|                | Gérard Leonard   | DVG            | 357          | 6,48         |             |             |
|                | David Ortal      | PCF            | 263          | 4,78         |             |             |
|                | Philippe Libier  | PRG            | 217          | 3,94         |             |             |
|                | Jules Bambaggi   | EXG            | 170          | 3,09         |             |             |
|                |                  |                |              |              |             |             |
| Inscrits       | Inscrits         | Inscrits       | 8 686        | 100,00       | 8 689       | 100,00      |
| Abstention     | Abstention       | Abstention     | 2 894        | 33,32        | 2 606       | 29,99       |
| Votants        | Votants          | Votants        | 5 792        | 66,68        | 6 083       | 70,01       |
| Blancs et nuls | Blancs et nuls   | Blancs et nuls | 286          | 4,94         | 537         | 8,83        |
| Exprimés       | Exprimés         | Exprimés       | 5 506        | 95,06        | 5 546       | 91,17       |

### Canton d'Agen-Sud-Est
| Candidats      | Candidats                    | Étiquette      | Premier tour | Premier tour | Second tour | Second tour |
| Candidats      | Candidats                    | Étiquette      | Voix         | %            | Voix        | %           |
| -------------- | ---------------------------- | -------------- | ------------ | ------------ | ----------- | ----------- |
|                | Guy Saint-Martin*            | PS             | 2 921        | 48,94        | 4 337       | 72,63       |
|                | François-Xavier de Boisseson | FN             | 1 093        | 18,31        | 1 634       | 27,37       |
|                | Francis Auradou              | DVD            | 908          | 15,21        |             |             |
|                | Michel Bordes                | Verts          | 550          | 9,21         |             |             |
|                | Marcel Vindis                | PCF            | 342          | 5,73         |             |             |
|                | Zoël Mantovani               | EXG            | 155          | 2,60         |             |             |
|                |                              |                |              |              |             |             |
| Inscrits       | Inscrits                     | Inscrits       | 9 155        | 100,00       | 9 155       | 100,00      |
| Abstention     | Abstention                   | Abstention     | 2 889        | 31,56        | 2 667       | 29,13       |
| Votants        | Votants                      | Votants        | 6 266        | 68,44        | 6 488       | 70,87       |
| Blancs et nuls | Blancs et nuls               | Blancs et nuls | 297          | 4,74         | 517         | 7,97        |
| Exprimés       | Exprimés                     | Exprimés       | 5 969        | 95,26        | 5 971       | 92,03       |

### Canton de Beauville
| Candidats      | Candidats              | Étiquette      | Premier tour | Premier tour | Second tour | Second tour |
| Candidats      | Candidats              | Étiquette      | Voix         | %            | Voix        | %           |
| -------------- | ---------------------- | -------------- | ------------ | ------------ | ----------- | ----------- |
|                | Annie Reimherr         | DVD            | 442          | 30,29        | 695         | 47,02       |
|                | Marie-France Salles    | DVG            | 408          | 27,96        | 783         | 52,98       |
|                | Gilbert Tovo           | DVD            | 298          | 20,42        | Retrait     | Retrait     |
|                | Catherine Clavie Genon | PS             | 171          | 11,72        |             |             |
|                | Jean Bettendroffer     | FN             | 89           | 6,10         |             |             |
|                | Ginette Dussel         | PCF            | 51           | 3,50         |             |             |
|                |                        |                |              |              |             |             |
| Inscrits       | Inscrits               | Inscrits       | 1 885        | 100,00       | 1 885       | 100,00      |
| Abstention     | Abstention             | Abstention     | 392          | 20,80        | 340         | 18,04       |
| Votants        | Votants                | Votants        | 1 493        | 79,20        | 1 545       | 81,96       |
| Blancs et nuls | Blancs et nuls         | Blancs et nuls | 34           | 2,28         | 67          | 4,34        |
| Exprimés       | Exprimés               | Exprimés       | 1 459        | 97,72        | 1 478       | 95,66       |

### Canton de Bouglon
| Candidats      | Candidats          | Étiquette      | Premier tour | Premier tour | Second tour | Second tour |
| Candidats      | Candidats          | Étiquette      | Voix         | %            | Voix        | %           |
| -------------- | ------------------ | -------------- | ------------ | ------------ | ----------- | ----------- |
|                | Raymond Girardi*   | PCF            | 588          | 36,91        | 820         | 51,87       |
|                | Rose Marie Lainard | DVD            | 378          | 23,73        | 761         | 48,13       |
|                | Bernard Louvancour | DVD            | 273          | 17,14        | Retrait     | Retrait     |
|                | Éric Alberti       | PS             | 247          | 15,51        | Retrait     | Retrait     |
|                | Michel Perrault    | FN             | 107          | 6,72         |             |             |
|                |                    |                |              |              |             |             |
| Inscrits       | Inscrits           | Inscrits       | 2 090        | 100,00       | 2 090       | 100,00      |
| Abstention     | Abstention         | Abstention     | 448          | 21,44        | 393         | 18,80       |
| Votants        | Votants            | Votants        | 1 642        | 78,56        | 1 697       | 81,20       |
| Blancs et nuls | Blancs et nuls     | Blancs et nuls | 49           | 2,98         | 116         | 6,84        |
| Exprimés       | Exprimés           | Exprimés       | 1 593        | 97,02        | 1 581       | 93,16       |

*sortant

### Canton de Cancon
| Candidats      | Candidats              | Étiquette      | Premier tour | Premier tour | Second tour | Second tour |
| Candidats      | Candidats              | Étiquette      | Voix         | %            | Voix        | %           |
| -------------- | ---------------------- | -------------- | ------------ | ------------ | ----------- | ----------- |
|                | Jean-Claude Gouget*    | DVG            | 1 354        | 42,53        | 2 064       | 64,36       |
|                | Yves Duclos            | UMP            | 786          | 24,69        | 1 143       | 35,64       |
|                | Jean-Jacques Libournet | DVG            | 582          | 18,28        | Retrait     | Retrait     |
|                | André Gaeremynck       | FN             | 267          | 8,39         |             |             |
|                | Claude Cornier         | PCF            | 195          | 6,12         |             |             |
|                |                        |                |              |              |             |             |
| Inscrits       | Inscrits               | Inscrits       | 4 469        | 100,00       | 4 469       | 100,00      |
| Abstention     | Abstention             | Abstention     | 1 134        | 25,37        | 1 075       | 24,05       |
| Votants        | Votants                | Votants        | 3 335        | 74,63        | 3 394       | 75,95       |
| Blancs et nuls | Blancs et nuls         | Blancs et nuls | 151          | 4,53         | 187         | 5,51        |
| Exprimés       | Exprimés               | Exprimés       | 3 184        | 95,47        | 3 207       | 94,49       |

### Canton de Damazan
| Candidats      | Candidats            | Étiquette      | Premier tour | Premier tour | Second tour | Second tour |
| Candidats      | Candidats            | Étiquette      | Voix         | %            | Voix        | %           |
| -------------- | -------------------- | -------------- | ------------ | ------------ | ----------- | ----------- |
|                | Michel de Lapeyriere | UMP            | 805          | 29,66        | 1 382       | 50,51       |
|                | José Armand          | PS             | 557          | 20,52        | 1 354       | 49,49       |
|                | Jean-Louis Molinie   | DVG            | 426          | 15,70        | Retrait     | Retrait     |
|                | Michel Ponthoreau    | DVG            | 391          | 14,41        |             |             |
|                | Pierre Friburger     | FN             | 276          | 10,17        |             |             |
|                | Jacques Rejalot      | DVD            | 173          | 6,37         |             |             |
|                | André Combes         | DVD            | 86           | 3,17         |             |             |
|                |                      |                |              |              |             |             |
| Inscrits       | Inscrits             | Inscrits       | 3 693        | 100,00       | 3 693       | 100,00      |
| Abstention     | Abstention           | Abstention     | 891          | 24,13        | 757         | 20,50       |
| Votants        | Votants              | Votants        | 2 802        | 75,87        | 2 936       | 79,50       |
| Blancs et nuls | Blancs et nuls       | Blancs et nuls | 88           | 3,14         | 200         | 6,81        |
| Exprimés       | Exprimés             | Exprimés       | 2 714        | 96,86        | 2 736       | 93,19       |

### Canton de Duras
| Candidats      | Candidats        | Étiquette      | Premier tour | Premier tour | Second tour | Second tour |
| Candidats      | Candidats        | Étiquette      | Voix         | %            | Voix        | %           |
| -------------- | ---------------- | -------------- | ------------ | ------------ | ----------- | ----------- |
|                | Sylviane Lardoux | PS             | 776          | 30,61        | 1 291       | 49,71       |
|                | Bernadette Dreux | DVD            | 758          | 29,90        | 1 306       | 50,29       |
|                | Michel Pazzaia   | UMP            | 600          | 23,67        | Retrait     | Retrait     |
|                | Henri Genin      | FN             | 269          | 10,61        |             |             |
|                | Roger Dejean     | PCF            | 132          | 5,21         |             |             |
|                |                  |                |              |              |             |             |
| Inscrits       | Inscrits         | Inscrits       | 3 667        | 100,00       | 3 667       | 100,00      |
| Abstention     | Abstention       | Abstention     | 1 000        | 27,27        | 869         | 23,70       |
| Votants        | Votants          | Votants        | 2 667        | 72,73        | 2 798       | 76,30       |
| Blancs et nuls | Blancs et nuls   | Blancs et nuls | 132          | 4,95         | 201         | 7,18        |
| Exprimés       | Exprimés         | Exprimés       | 2 535        | 95,05        | 2 597       | 92,82       |

### Canton de Fumel
| Candidats      | Candidats           | Étiquette      | Premier tour | Premier tour | Second tour | Second tour |
| Candidats      | Candidats           | Étiquette      | Voix         | %            | Voix        | %           |
| -------------- | ------------------- | -------------- | ------------ | ------------ | ----------- | ----------- |
|                | Jean-Louis Costes   | UMP            | 2 254        | 39,99        | 3 022       | 50,15       |
|                | Serge Dupouy*       | PS             | 2 013        | 35,72        | 3 004       | 49,85       |
|                | Marius Carrier      | FN             | 547          | 9,71         |             |             |
|                | Olivier Sottoriva   | PCF            | 424          | 7,52         |             |             |
|                | Christian Deguilhen | DVD            | 398          | 7,06         |             |             |
|                |                     |                |              |              |             |             |
| Inscrits       | Inscrits            | Inscrits       | 8 110        | 100,00       | 8 110       | 100,00      |
| Abstention     | Abstention          | Abstention     | 2 208        | 27,23        | 1 773       | 21,86       |
| Votants        | Votants             | Votants        | 5 902        | 72,77        | 6 337       | 78,14       |
| Blancs et nuls | Blancs et nuls      | Blancs et nuls | 266          | 4,51         | 311         | 4,91        |
| Exprimés       | Exprimés            | Exprimés       | 5 636        | 95,49        | 6 026       | 95,09       |

*sortant

### Canton de Houeilles
| Candidats      | Candidats       | Étiquette      | Premier tour | Premier tour |
| Candidats      | Candidats       | Étiquette      | Voix         | %            |
| -------------- | --------------- | -------------- | ------------ | ------------ |
|                | Francis Da Ros* | PS             | 492          | 50,72        |
|                | Marie Fiton     | DVD            | 226          | 23,30        |
|                | Michel Couture  | PCF            | 206          | 21,24        |
|                | Roger Cruchet   | FN             | 46           | 4,74         |
|                |                 |                |              |              |
| Inscrits       | Inscrits        | Inscrits       | 1 291        | 100,00       |
| Abstention     | Abstention      | Abstention     | 285          | 22,08        |
| Votants        | Votants         | Votants        | 1 006        | 77,92        |
| Blancs et nuls | Blancs et nuls  | Blancs et nuls | 36           | 3,58         |
| Exprimés       | Exprimés        | Exprimés       | 970          | 96,42        |

*sortant

### Canton de Laroque-Timbaut
| Candidats      | Candidats            | Étiquette      | Premier tour | Premier tour | Second tour | Second tour |
| Candidats      | Candidats            | Étiquette      | Voix         | %            | Voix        | %           |
| -------------- | -------------------- | -------------- | ------------ | ------------ | ----------- | ----------- |
|                | François Jalet*      | DVG            | 1 030        | 47,29        | 1 358       | 59,48       |
|                | Jean-Louis Severac   | UMP            | 559          | 25,67        | 925         | 40,52       |
|                | Jean-Jacques Lambrot | DVD            | 244          | 11,20        |             |             |
|                | Philippe Pornin      | FN             | 225          | 10,33        |             |             |
|                | Joël Bernard         | SE             | 120          | 5,51         |             |             |
|                |                      |                |              |              |             |             |
| Inscrits       | Inscrits             | Inscrits       | 1 291        | 100,00       | 2 995       | 100,00      |
| Abstention     | Abstention           | Abstention     | 693          | 23,14        | 588         | 19,63       |
| Votants        | Votants              | Votants        | 2 302        | 76,86        | 2 407       | 80,37       |
| Blancs et nuls | Blancs et nuls       | Blancs et nuls | 124          | 5,39         | 124         | 5,15        |
| Exprimés       | Exprimés             | Exprimés       | 2 178        | 94,61        | 2 283       | 94,85       |

### Canton de Marmande-Est
| Candidats      | Candidats         | Étiquette      | Premier tour | Premier tour | Second tour | Second tour |
| Candidats      | Candidats         | Étiquette      | Voix         | %            | Voix        | %           |
| -------------- | ----------------- | -------------- | ------------ | ------------ | ----------- | ----------- |
|                | Gilberte Larrieu* | UMP            | 2 265        | 32,41        | 3 320       | 46,49       |
|                | Jacques Bilirit   | PS             | 2 228        | 31,88        | 3 821       | 53,51       |
|                | Rémi Duprat       | FN             | 1 268        | 18,14        |             |             |
|                | Gilles Lucmarie   | PCF            | 435          | 6,22         |             |             |
|                | Pierre Salane     | Verts          | 355          | 5,08         |             |             |
|                | Christophe Petit  | ECO            | 237          | 3,39         |             |             |
|                | Georges Bunle     | EXG            | 201          | 2,88         |             |             |
|                |                   |                |              |              |             |             |
| Inscrits       | Inscrits          | Inscrits       | 11 468       | 100,00       | 11 469      | 100,00      |
| Abstention     | Abstention        | Abstention     | 4 058        | 35,39        | 3 569       | 31,12       |
| Votants        | Votants           | Votants        | 7 410        | 64,61        | 7 900       | 68,88       |
| Blancs et nuls | Blancs et nuls    | Blancs et nuls | 421          | 5,68         | 759         | 9,61        |
| Exprimés       | Exprimés          | Exprimés       | 6 989        | 94,32        | 7 141       | 90,39       |

*sortant

### Canton de Meilhan-sur-Garonne
| Candidats      | Candidats        | Étiquette      | Premier tour | Premier tour | Second tour | Second tour |
| Candidats      | Candidats        | Étiquette      | Voix         | %            | Voix        | %           |
| -------------- | ---------------- | -------------- | ------------ | ------------ | ----------- | ----------- |
|                | Jean Fenouillet* | PS             | 1 199        | 46,98        | 1 702       | 66,72       |
|                | Corinne Macia    | DVD            | 563          | 22,06        | 849         | 33,28       |
|                | Francis Tressos  | PCF            | 368          | 14,42        |             |             |
|                | Gérard Belmas    | FN             | 322          | 12,62        |             |             |
|                | Omer Lagauzere   | DVD            | 100          | 3,92         |             |             |
|                |                  |                |              |              |             |             |
| Inscrits       | Inscrits         | Inscrits       | 3 603        | 100,00       | 3 603       | 100,00      |
| Abstention     | Abstention       | Abstention     | 924          | 25,65        | 845         | 23,45       |
| Votants        | Votants          | Votants        | 2 679        | 74,35        | 2 758       | 76,55       |
| Blancs et nuls | Blancs et nuls   | Blancs et nuls | 127          | 4,74         | 207         | 7,51        |
| Exprimés       | Exprimés         | Exprimés       | 2 552        | 95,26        | 2 551       | 92,49       |

### Canton de Mézin
| Candidats      | Candidats           | Étiquette      | Premier tour | Premier tour | Second tour | Second tour |
| Candidats      | Candidats           | Étiquette      | Voix         | %            | Voix        | %           |
| -------------- | ------------------- | -------------- | ------------ | ------------ | ----------- | ----------- |
|                | Jean-Louis Carlesso | DVD            | 601          | 27,10        | 830         | 35,58       |
|                | Christian Bataille  | PS             | 586          | 26,42        | 948         | 40,63       |
|                | Bernard Martin      | DVD            | 515          | 23,22        | 555         | 23,79       |
|                | André Cazalis       | PCF            | 329          | 14,83        |             |             |
|                | Marguerite Reculeau | FN             | 187          | 8,43         |             |             |
|                |                     |                |              |              |             |             |
| Inscrits       | Inscrits            | Inscrits       | 3 040        | 100,00       | 3 041       | 100,00      |
| Abstention     | Abstention          | Abstention     | 714          | 23,49        | 607         | 19,96       |
| Votants        | Votants             | Votants        | 2 326        | 76,51        | 2 434       | 80,04       |
| Blancs et nuls | Blancs et nuls      | Blancs et nuls | 108          | 4,64         | 101         | 4,15        |
| Exprimés       | Exprimés            | Exprimés       | 2 218        | 95,36        | 2 333       | 95,85       |

### Canton de Monflanquin
| Candidats      | Candidats         | Étiquette      | Premier tour | Premier tour | Second tour | Second tour |
| Candidats      | Candidats         | Étiquette      | Voix         | %            | Voix        | %           |
| -------------- | ----------------- | -------------- | ------------ | ------------ | ----------- | ----------- |
|                | Françoise Laborde | UDF            | 1 179        | 36,51        | 1 540       | 45,78       |
|                | Marcel Calmette   | PS             | 1 133        | 35,09        | 1 824       | 54,22       |
|                | Thierry Geneste   | FN             | 307          | 9,51         |             |             |
|                | Yvon Setze        | SE             | 222          | 6,88         |             |             |
|                | Pèire Boissiere   | POC            | 220          | 6,81         |             |             |
|                | Patrick Ferre     | PCF            | 168          | 5,20         |             |             |
|                |                   |                |              |              |             |             |
| Inscrits       | Inscrits          | Inscrits       | 4 487        | 100,00       | 4 487       | 100,00      |
| Abstention     | Abstention        | Abstention     | 1 116        | 24,87        | 906         | 20,19       |
| Votants        | Votants           | Votants        | 3 371        | 75,13        | 3 581       | 79,81       |
| Blancs et nuls | Blancs et nuls    | Blancs et nuls | 142          | 4,21         | 217         | 6,06        |
| Exprimés       | Exprimés          | Exprimés       | 3 229        | 95,79        | 3 364       | 93,94       |

### Canton de Prayssas
| Candidats      | Candidats           | Étiquette      | Premier tour | Premier tour |
| Candidats      | Candidats           | Étiquette      | Voix         | %            |
| -------------- | ------------------- | -------------- | ------------ | ------------ |
|                | Alain Merly*        | UMP            | 1 232        | 50,45        |
|                | Nicole Mascarin     | PS             | 720          | 29,48        |
|                | Christian Gardeigne | FN             | 288          | 11,79        |
|                | Jean-Luc Granet     | POC            | 127          | 5,20         |
|                | Roger Cubertou      | PCF            | 75           | 3,07         |
|                |                     |                |              |              |
| Inscrits       | Inscrits            | Inscrits       | 3 381        | 100,00       |
| Abstention     | Abstention          | Abstention     | 845          | 24,99        |
| Votants        | Votants             | Votants        | 2 536        | 75,01        |
| Blancs et nuls | Blancs et nuls      | Blancs et nuls | 94           | 3,71         |
| Exprimés       | Exprimés            | Exprimés       | 2 442        | 96,29        |

### Canton de Sainte-Livrade-sur-Lot
| Candidats      | Candidats              | Étiquette      | Premier tour | Premier tour | Second tour | Second tour |
| Candidats      | Candidats              | Étiquette      | Voix         | %            | Voix        | %           |
| -------------- | ---------------------- | -------------- | ------------ | ------------ | ----------- | ----------- |
|                | Claire Pasut*          | PS             | 1 325        | 33,64        | 2 289       | 56,91       |
|                | Gérard Zuttion         | UMP            | 1 028        | 26,10        | 1 733       | 43,09       |
|                | Arnaud Benedetti       | DVD            | 671          | 17,03        | Retrait     | Retrait     |
|                | Yves Claustre          | FN             | 573          | 14,55        |             |             |
|                | Lucien Martiniere      | PCF            | 239          | 6,07         |             |             |
|                | Jean-Claude Franchetto | DVD            | 103          | 2,61         |             |             |
|                |                        |                |              |              |             |             |
| Inscrits       | Inscrits               | Inscrits       | 5 803        | 100,00       | 5 802       | 100,00      |
| Abstention     | Abstention             | Abstention     | 1 697        | 29,24        | 1 532       | 26,40       |
| Votants        | Votants                | Votants        | 4 106        | 70,76        | 4 270       | 73,60       |
| Blancs et nuls | Blancs et nuls         | Blancs et nuls | 167          | 4,07         | 248         | 5,81        |
| Exprimés       | Exprimés               | Exprimés       | 3 939        | 95,93        | 4 022       | 94,19       |

### Canton de Tonneins
| Candidats      | Candidats         | Étiquette      | Premier tour | Premier tour | Second tour | Second tour |
| Candidats      | Candidats         | Étiquette      | Voix         | %            | Voix        | %           |
| -------------- | ----------------- | -------------- | ------------ | ------------ | ----------- | ----------- |
|                | Jean-Pierre Moga  | DVD            | 1 897        | 29,54        | 2 722       | 39,58       |
|                | Françoise Bize    | PS             | 1 763        | 27,46        | 3 086       | 44,87       |
|                | Richard Sanchis   | FN             | 1 104        | 17,19        | 1 070       | 15,56       |
|                | Jean-Marie Richon | Verts          | 408          | 6,35         |             |             |
|                | Jean-Michel Feral | DVG            | 332          | 5,17         |             |             |
|                | Monique Ousty     | DVG            | 272          | 4,24         |             |             |
|                | Norbert Martin    | PCF            | 193          | 3,01         |             |             |
|                | Jacques Labeyrie  | DVG            | 163          | 2,54         |             |             |
|                | Frédéric Wozniak  | EXG            | 145          | 2,26         |             |             |
|                | Pierre Feilles    | DVD            | 144          | 2,24         |             |             |
|                |                   |                |              |              |             |             |
| Inscrits       | Inscrits          | Inscrits       | 9 948        | 100,00       | 9 947       | 100,00      |
| Abstention     | Abstention        | Abstention     | 3 249        | 32,66        | 2 817       | 28,32       |
| Votants        | Votants           | Votants        | 6 699        | 67,34        | 7 130       | 71,68       |
| Blancs et nuls | Blancs et nuls    | Blancs et nuls | 278          | 4,15         | 252         | 3,53        |
| Exprimés       | Exprimés          | Exprimés       | 6 421        | 95,85        | 6 878       | 96,47       |

### Canton de Villeneuve-sur-Lot-Nord
| Candidats      | Candidats           | Étiquette      | Premier tour | Premier tour | Second tour | Second tour |
| Candidats      | Candidats           | Étiquette      | Voix         | %            | Voix        | %           |
| -------------- | ------------------- | -------------- | ------------ | ------------ | ----------- | ----------- |
|                | Alain Soubiran      | PS             | 2 000        | 28,84        | 3 819       | 54,03       |
|                | Serge Léonard       | UMP            | 1 751        | 25,25        | 3 249       | 45,97       |
|                | René Ortis          | FN             | 1 064        | 15,34        |             |             |
|                | Jean-Claude Jeansou | DVD            | 453          | 6,53         |             |             |
|                | José Unanue         | CPNT           | 446          | 6,43         |             |             |
|                | Anne-Marie Messina  | Verts          | 401          | 5,78         |             |             |
|                | Anne Carpentier     | SE             | 322          | 4,64         |             |             |
|                | Francis Cazeils     | ECO            | 259          | 3,73         |             |             |
|                | Françoise Bournazel | PCF            | 240          | 3,46         |             |             |
|                |                     |                |              |              |             |             |
| Inscrits       | Inscrits            | Inscrits       | 11 315       | 100,00       | 11 315      | 100,00      |
| Abstention     | Abstention          | Abstention     | 4 007        | 35,41        | 3 577       | 31,61       |
| Votants        | Votants             | Votants        | 7 308        | 64,59        | 7 738       | 68,39       |
| Blancs et nuls | Blancs et nuls      | Blancs et nuls | 372          | 5,09         | 670         | 8,66        |
| Exprimés       | Exprimés            | Exprimés       | 6 936        | 94,91        | 7 068       | 91,34       |

### Canton de Villeneuve-sur-Lot-Sud
| Candidats      | Candidats        | Étiquette      | Premier tour | Premier tour | Second tour | Second tour |
| Candidats      | Candidats        | Étiquette      | Voix         | %            | Voix        | %           |
| -------------- | ---------------- | -------------- | ------------ | ------------ | ----------- | ----------- |
|                | Patrick Cassany* | PS             | 2 756        | 36,84        | 3 941       | 49,23       |
|                | Michel Gonelle   | UMP            | 2 226        | 29,76        | 2 778       | 34,70       |
|                | André Colliard   | FN             | 1 337        | 17,87        | 1 286       | 16,06       |
|                | Yvon Ventadoux   | Verts          | 809          | 10,82        |             |             |
|                | Patricia Dezile  | PCF            | 352          | 4,71         |             |             |
|                |                  |                |              |              |             |             |
| Inscrits       | Inscrits         | Inscrits       | 11 969       | 100,00       | 11 969      | 100,00      |
| Abstention     | Abstention       | Abstention     | 4 114        | 34,37        | 3 542       | 29,59       |
| Votants        | Votants          | Votants        | 7 855        | 65,63        | 8 427       | 70,41       |
| Blancs et nuls | Blancs et nuls   | Blancs et nuls | 375          | 4,77         | 422         | 5,01        |
| Exprimés       | Exprimés         | Exprimés       | 7 480        | 95,23        | 8 005       | 94,99       |